# Peter Brabrook
Peter Brabrook (Greenwich, 8 novembre 1937 – 10 dicembre 2016) è stato un calciatore inglese, di ruolo centrocampista.

## Carriera
Brabrook è nato a Greenwich e ha iniziato la sua carriera a Ford United.
Si è poi trasferito al Chelsea nella stagione 1954-1955, durante la quale il club ha vinto il campionato, anche se ha fatto solo tre apparizioni. Nella Chelsea fa 271 partite e segna 57 gol in tutte le competizioni.
Poco dopo che Tommy Docherty venne assunto come allenatore, Brabrook ha firmato per il West Ham United nel 1962 per £ 35.000. Qui ha vinto la FA Cup e la Coppa delle Coppe.
Si è ritirato dal gioco dopo aver giocato tre stagioni con Orient.
È stato convocato per tre volte nell'Inghilterra, tra cui una partita contro l'URSS ai Mondiali del 1958.
Successivamente è stato assunto nel settore giovanile del West Ham.

## Statistiche

### Cronologia presenze e reti in nazionale
| Cronologia completa delle presenze e delle reti in nazionale ― Inghilterra | Cronologia completa delle presenze e delle reti in nazionale ― Inghilterra | Cronologia completa delle presenze e delle reti in nazionale ― Inghilterra | Cronologia completa delle presenze e delle reti in nazionale ― Inghilterra | Cronologia completa delle presenze e delle reti in nazionale ― Inghilterra | Cronologia completa delle presenze e delle reti in nazionale ― Inghilterra | Cronologia completa delle presenze e delle reti in nazionale ― Inghilterra | Cronologia completa delle presenze e delle reti in nazionale ― Inghilterra |
| Data                                                                       | Città                                                                      | In casa                                                                    | Risultato                                                                  | Ospiti                                                                     | Competizione                                                               | Reti                                                                       | Note                                                                       |
| -------------------------------------------------------------------------- | -------------------------------------------------------------------------- | -------------------------------------------------------------------------- | -------------------------------------------------------------------------- | -------------------------------------------------------------------------- | -------------------------------------------------------------------------- | -------------------------------------------------------------------------- | -------------------------------------------------------------------------- |
| 17-6-1958                                                                  | Göteborg                                                                   | Unione Sovietica                                                           | 1 – 0                                                                      | Inghilterra                                                                | Mondiali 1958                                                              | -                                                                          |                                                                            |
| 4-10-1958                                                                  | Belfast                                                                    | Irlanda del Nord                                                           | 3 – 3                                                                      | Inghilterra                                                                | Torneo Interbritannico 1958                                                | -                                                                          |                                                                            |
| 15-5-1960                                                                  | Madrid                                                                     | Spagna                                                                     | 3 – 0                                                                      | Inghilterra                                                                | Amichevole                                                                 | -                                                                          |                                                                            |
| Totale                                                                     |                                                                            | Presenze                                                                   | 3                                                                          |                                                                            | Reti                                                                       | 0                                                                          |                                                                            |

## Palmarès

### Club

#### Competizioni nazionali
- Campionato inglese: 1

Chelsea: 1954-1955
- Coppa d'Inghilterra: 1

West Ham: 1963-1964
- Charity/Community Shield: 2

Chelsea: 1955
West Ham: 1964

#### Competizioni internazionali
- Coppa delle Coppe: 1

West Ham: 1964-1965